# ISO 3166-2:TV
ISO 3166-2 données pour Tuvalu

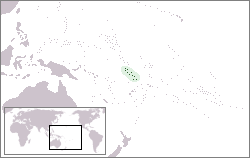
LocalitéTuvalu

- Sources de la liste : IGN 1992 ; Statoids 2005
- Source des codes : secrétariat ISO/TC 46/WG 2

## Mise à jour
- ISO 3166-2:2007-04-17 Bulletin n° I-8 (création)

## Conseil urbain (1)en:town council
| Code ISO 3166-2 | Conseil urbain          | Conseil urbain |
| Code ISO 3166-2 | Nom français ou anglais |                |
| --------------- | ----------------------- | -------------- |
| TV-FUN          | Funafuti                |                |

## Conseils insulaires (7)en:island council
| Code ISO 3166-2 | Conseil insulaire       | Conseil insulaire |
| Code ISO 3166-2 | Nom français ou anglais |                   |
| --------------- | ----------------------- | ----------------- |
| TV-NMG          | Nanumanga               |                   |
| TV-NMA          | Nanumea                 |                   |
| TV-NIT          | Niutao                  |                   |
| TV-NIU          | Nui                     |                   |
| TV-NKF          | Nukufetau               |                   |
| TV-NKL          | Nukulaelae              |                   |
| TV-VAI          | Vaitupu                 |                   |